# Kąty (Gorliczyna)
Kąty – część wsi Gorliczyna w Polsce położona w województwie podkarpackim, w powiecie przeworskim, w gminie Przeworsk.
W latach 1975–1998 Kąty administracyjnie należały do województwa przemyskiego.
Wierni kościoła rzymskokatolickiego należą do parafii św. Józefa Sebastiana Pelczara w Przeworsku.